# 南和造像碑
南和造像碑，位于中国河北省邢台市北关，为邢台市南和县的一个省级文物保护单位，类型为石刻，公布时间为1982年7月23日。
南和造像碑的历史年代为北齐。